# Xã Greenwich, Quận Berks, Pennsylvania
Xã Greenwich (tiếng Anh: Greenwich Township) là một xã thuộc quận Berks, tiểu bang Pennsylvania, Hoa Kỳ. Năm 2010, dân số của xã này là 3.725 người.